# Finn Seemann
Finn Ludvig Seemann (ur. 18 października 1944 w Oslo, zm. 7 września 1985 w Dovre) – norweski piłkarz występujący na pozycji napastnika. 

## Kariera klubowa
Seemann karierę rozpoczynał w 1961 roku w pierwszoligowym Lyn Fotball. W sezonie 1964 wywalczył z nim mistrzostwo Norwegii, a w sezonach 1963 oraz 1965 wicemistrzostwo Norwegii. W 1965 roku przeszedł do szkockiego Dundee United. W 1967 roku przebywał na wypożyczeniu w amerykańskim Dallas Tornado. Graczem Dundee był przez trzy sezony.
W 1968 roku Seemann odszedł do holenderskiego AFC DWS. Spędził tam trzy sezony, a potem przeniósł się do FC Utrecht, gdzie występował przez dwa sezony. W 1975 roku ponownie występował w Lyn Fotball, a karierę zakończył w 1976 roku jako gracz drużyny Bækkelagets SK.

## Kariera reprezentacyjna
W reprezentacji Norwegii Seemann zadebiutował 4 września 1963 w przegranym 0:9 towarzyskim meczu z Polską. 20 sierpnia 1964 w wygranym 2:0 pojedynku Mistrzostw Nordyckich z Finlandią strzelił pierwszego gola w kadrze. W latach 1963–1970 w drużynie narodowej rozegrał 15 spotkań i zdobył 4 bramki.